# 乌苗特 (坦波夫州)
乌苗特（羅馬化：Umyot）是俄罗斯坦波夫州的市级镇，为该州乌苗特区行政中心及规模最大聚居地。地处坦波夫州东部，位于州府坦波夫东偏南方，靠近坦波夫州与奔萨州的州界。东侧不远处有顿河流域沃罗纳河一支流维亚日利亚河（Вяжля）流经。
镇内设有同名铁路车站，位于坦波夫－勒季谢沃线上。连接坦波夫与奔萨的R208公路从该镇南侧经过。
该地2022年人口有4,089人；2010年人口4,740；2002年人口5,000；1989年人口5,276。